# لیلا مروان
لیلا مروان (به فرانسوی: Leïla Marouane) زادهٔ ۱۹۶۰ در جربه واقع در تونس، نویسنده و روزنامه‌نگار فرانسوی-الجزایری است.

## زندگی‌نامه
لیلا مروان که نام واقعی او ليلى زينب مروان است، تحصیلات ابتدایی و متوسطهٔ خود را به واسطهٔ تبعید خانواده در الجزایر گذراند. او تحصیل در رشتهٔ پزشکی را نیمه‌تمام رها کرد و به ادبیات رو آورد و مدتی در روزنامهٔ فرانسوی‌زبان الوطن به کار روزنامه‌نگاری پرداخت. در ۱۹۹۵، عازم پاریس گردید و در کلاس‌های پل فورنل با فنون داستان‌نویسی آشنا شد. نخستین رمان خود را با عنوان دختر قصبه (La fille de la casbah) در سال ۱۹۹۶ منتشر کرد. از آن پس یکسره به کار رمان‌نویسی پرداخت. او در ۲۰۱۵، پژوهشی را در دانشگاه پاریس-سوربن با عنوان «دو بیگانه در پاریس» (Deux étrangers à Paris) در خصوص امانوئل بوو و صادق هدایت زیر نظر خانم سوفی باش به انجام رسانید. او تاکنون چند جایزه ادبی در کارنامهٔ خود دارد.

## آثار
- La Fille de la casbah, Julliard, 1996
- Ravisseur, Julliard, 1998
- Le Châtiment des hypocrites, Le Seuil, 2001
- L'Algérie des deux rives, Fayard, 2003
- La Jeune Fille et la Mère, Le Seuil, 2005
- La Vie sexuelle d'un islamiste à Paris, Albin Michel, 2007
- Le papier, l'encre et la braise, Le Rocher, coll. " Gens d'ici et d'ailleurs» , ۲۰۰۹
- Les années boom (collectif), Éditions Chihab, 2016